# Jovan Manev
Jovan Manev (Kočani, 25 de enero de 2001) es un futbolista macedonio que juega en la demarcación de defensa para el F. K. Novi Pazar de la Superliga de Serbia.

## Selección nacional
Tras jugar en varias categorías inferiores de la selección, finalmente hizo su debut con la selección de fútbol de Macedonia del Norte en un partido amistoso contra Islas Feroe que finalizó con un resultado de 1-0 tras el gol de Bojan Miovski.

## Clubes
| Club                      | País                | Año       | Partidos | Goles |
| ------------------------- | ------------------- | --------- | -------- | ----- |
| FK Bregalnica Štip        | Macedonia del Norte | 2018-2022 | 81       | 7     |
| Adana Demirspor           | Turquía             | 2022-2023 | 15       | 0     |
| N. K. Osijek (cedido)     | Croacia             | 2023      | 8        | 0     |
| Adana Demirspor           | Turquía             | 2024-2025 | 21       | 1     |
| H. N. K. Rijeka           | Croacia             | 2025      | 7        | 0     |
| F. K. Novi Pazar (cedido) | Serbia              | 2025-     |          |       |

## Palmarés

### Títulos nacionales
| Título                  | Club            | País    | Año  |
| ----------------------- | --------------- | ------- | ---- |
| Primera Liga de Croacia | H. N. K. Rijeka | Croacia | 2025 |
| Copa de Croacia         | H. N. K. Rijeka | Croacia | 2025 |